# Hylaeus simplus
Hylaeus simplus là một loài Hymenoptera trong họ Colletidae. Loài này được Houston mô tả khoa học năm 1993.